# Dylan van der Schyff
Dylan van der Schyff (* 1970 in Johannesburg) ist ein kanadischer Jazzschlagzeuger.
Van der Schyff wuchs in Kanada auf und studierte an den Universitäten von Victoria und Montreal. In Ron Samworths Gruppe Talking Pictures arbeitete er erstmals mit seiner künftigen Frau, der Cellistin Peggy Lee zusammen, mit der er sich Anfang der 1990er Jahre in Vancouver niederließ.
Hier wurde er zu einer der führenden Figuren der Szene der Neuen und Improvisationsmusik. Er tritt regelmäßig beim Du Maurier International Jazz Festival auf und arbeitete mit Musikern wie George Lewis, Louis Sclavis, Eyvind Kang, Georg Gräwe, Myra Melford, Michael Moore, Mark Helias, Evan Parker, Vinny Golia und Andy Laster zusammen.
Er wirkte an Aufnahmen und Auftritten von Tony Wilsons Band mit, spielte im Trio von François Houle und ist Mitglied des NOW Orchestra und spielte Aufnahmen im Trio mit Michael Moore und Achim Kaufmann, im Duo mit dem Saxophonisten John Butcher und mit seiner Frau Peggy Lee ein. Er gibt Jazzkurse am Banff Centre.

## Diskographische Hinweise
- Eyvind Kang/Dylan van der Schyff/François Houle: Peaces of Time, 1997
- There are our Shoes, Duoalbum mit Peggy Lee, 1998
- François Houle, Cryptology, 2000
- Tobias Delius, Wilbert de Joode, Dylan van der Schyff: The Flying Deer, 2001
- Tigersmilk: Tigersmilk (Family Vineyard, 2001), mit Rob Mazurek, Jason Roebke
- Definition of a Toy mit Mark Helias, Achim Kaufmann, Michael Moore, Brad Turner, 2003
- John Wolf Brennan/Peggy Lee/Dylan Van Der Schyff: Zero Heroes, 2003
- Dave Douglas/Louis Sclavis/Peggy Lee/Dylan van der Schyff: Bow River Falls, 2003
- Peggy Lee Band: World Apart, 2004
- Chris Gestrin/Ben Monder/Dylan van der Schyff: Distance, 2004
- John Butcher/Torsten Müller/Dylan van der Schyff: Way Out Northwest, 2007
- Paul Rutherford, Ken Vandermark, Torsten Müller & Dylan van der Schyff: Are We in Diego?, rec. 2004, ed. 2018

| Personendaten    | Personendaten                |
| ---------------- | ---------------------------- |
| NAME             | Schyff, Dylan van der        |
| KURZBESCHREIBUNG | kanadischer Jazzschlagzeuger |
| GEBURTSDATUM     | 1970                         |
| GEBURTSORT       | Johannesburg                 |